# Patara (Cappadocia)
Patara (in greco antico: Πάταρα?, Pátara) è un'antica cittadina in Cappadocia o Armenia Minore (Tab. Peut.), in seguito Ponto. La città sorgeva sulla principale via commerciale che da Trebisonda, sul Ponto Eusino (Mar Nero), andava a Satala, e quindi fino al lago di Van.